# Verbandsgemeinde Kell am See

Lage der Verbandsgemeinde im Landkreis Trier-Saarburg

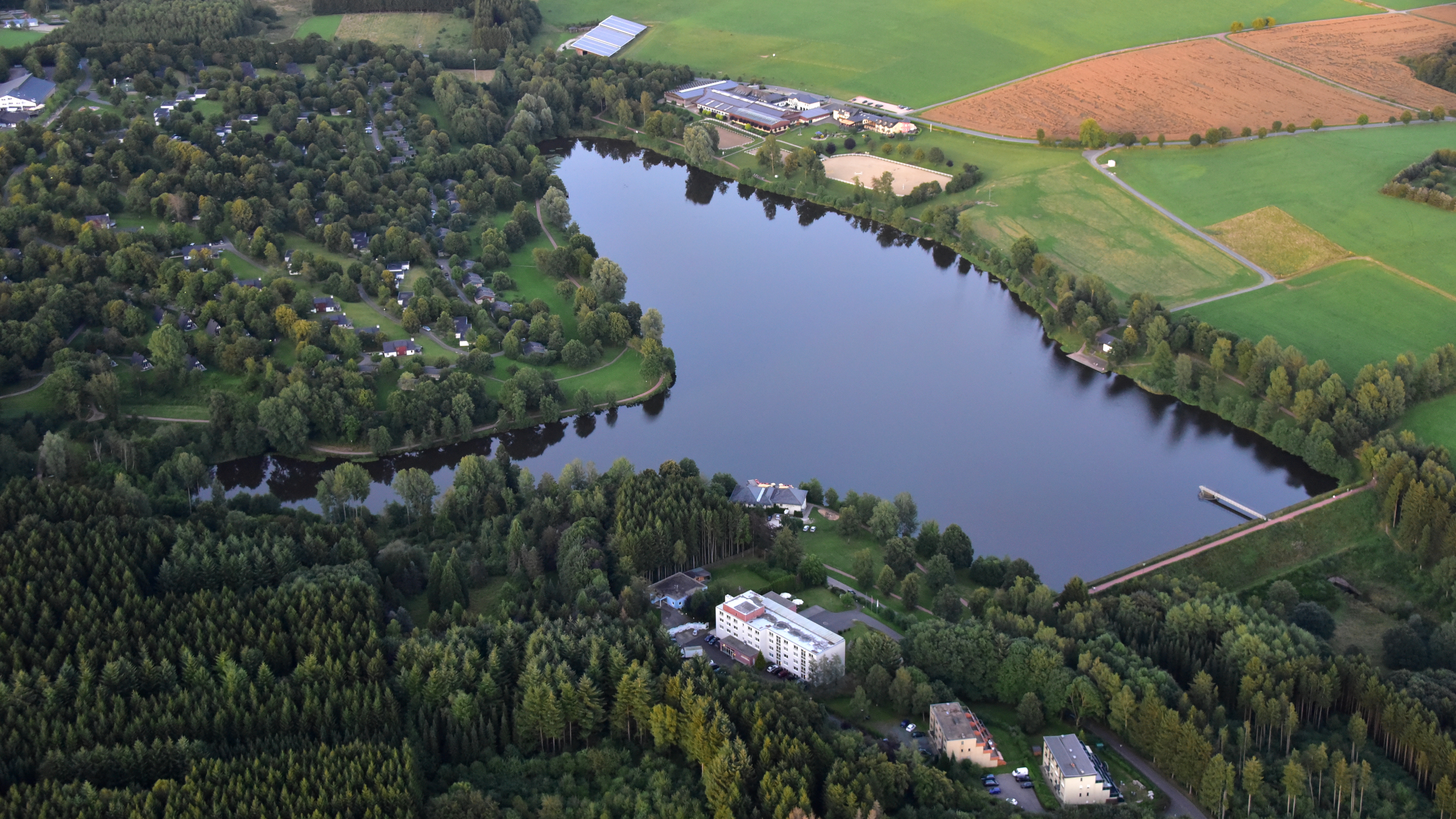
Keller Stausee

Die Verbandsgemeinde Kell am See lag im südlichen Bereich des Landkreises Trier-Saarburg in Rheinland-Pfalz. Der Verbandsgemeinde gehörten 13 eigenständige Ortsgemeinden an, der Verwaltungssitz war in Kell am See. Das Gebiet der Verbandsgemeinde lag im Naturpark Saar-Hunsrück.

## Verbandsangehörige Gemeinden
| Name           | Fläche (km²) | Einwohner (1950) | Einwohner (31. Dezember 2017) |
| -------------- | ------------ | ---------------- | ----------------------------- |
| Baldringen     | 1,76         | 162              | 256                           |
| Greimerath     | 12,12        | 873              | 957                           |
| Heddert        | 4,90         | 204              | 264                           |
| Hentern        | 6,15         | 344              | 391                           |
| Kell am See    | 28,26        | 1.385            | 1.925                         |
| Lampaden       | 8,16         | 503              | 566                           |
| Mandern        | 23,96        | 816              | 853                           |
| Paschel        | 4,30         | 195              | 238                           |
| Schillingen    | 19,58        | 902              | 1.203                         |
| Schömerich     | 2,46         | 163              | 126                           |
| Vierherrenborn | 8,57         | –                | 197                           |
| Waldweiler     | 11,08        | 629              | 806                           |
| Zerf           | 28,87        | 1.156            | 1.486                         |
| VG Kell am See | 160,20       | 7.459            | 9.268                         |

## Geschichte
Die Verbandsgemeinde Kell bestand seit dem 7. November 1970, als im Rahmen der Funktional- und Gebietsreform in Rheinland-Pfalz aus den Gemeinden der vorherigen Verbandsgemeinde Kell (mit Heddert, Hinzenburg, Kell, Lampaden, Mandern, Schillingen und Waldweiler) mit Ausnahme von Hinzenburg, das zur Verbandsgemeinde Ruwer kam, und den im Hochwald liegenden Gemeinden der Verbandsgemeinde Saarburg-Ost (Baldringen, Greimerath, Hentern, Paschel, Schömerich, Vierherrenborn und Zerf) eine neue Verbandsgemeinde Kell gebildet wurde. Die Namensänderung in „Verbandsgemeinde Kell am See“ erfolgte am 24. März 1992.
Zum 1. Januar 2019 entstand durch Fusion mit der Verbandsgemeinde Saarburg die neue Verbandsgemeinde Saarburg-Kell.

## Bevölkerungsentwicklung
Die Entwicklung der Einwohnerzahl bezogen auf das Gebiet der Verbandsgemeinde Kell am See zum Zeitpunkt der Auflösung, die Werte von 1871 bis 1987 beruhen auf Volkszählungen:
| Jahr | Einwohner |
| 1815 | 3.571     |
| 1835 | 5.117     |
| 1871 | 5.655     |
| 1905 | 5.893     |
| 1939 | 7.245     |
| 1950 | 7.459     |

| Jahr | Einwohner |
| 1961 | 8.504     |
| 1970 | 9.247     |
| 1987 | 9.038     |
| 1997 | 9.667     |
| 2005 | 9.757     |
| 2017 | 9.268     |

## Politik

### Verbandsgemeinderat
Der Verbandsgemeinderat Kell am See bestand aus 24 ehrenamtlichen Ratsmitgliedern, die bei der Kommunalwahl am 25. Mai 2014 in einer personalisierten Verhältniswahl gewählt wurden, und dem hauptamtlichen Bürgermeister als Vorsitzendem.
Die Sitzverteilung im Verbandsgemeinderat:
| Wahl | SPD | CDU | FWG | JuLi | Gesamt   |
| ---- | --- | --- | --- | ---- | -------- |
| 2014 | 7   | 10  | 6   | 1    | 24 Sitze |
| 2009 | 8   | 10  | 4   | 2    | 24 Sitze |
| 2004 | 8   | 13  | 3   | –    | 24 Sitze |
| 1999 | 10  | 11  | 3   | –    | 24 Sitze |

- FWG = Freie Wählergruppe Kell am See e. V.
- JuLi = Junge Liste e. V. in der Verbandsgemeinde Kell am See

### Bürgermeister
- August Justen (CDU), ab 1958 Amtsbürgermeister, von 1970 bis 1988 Bürgermeister, seit 1988 Ehrenbürger der Verbandsgemeinde
- Werner Angsten (CDU), 1988 bis 2014
- Martin Alten (CDU), September 2014 bis Dezember 2018

## Tourismus
Touristische Anziehungspunkte waren der Keller Stausee, der Ruwer-Hochwald-Radweg und der Saar-Hunsrück-Steig mit den sogenannten Traumschleifen (Premiumwanderwege):
- Ruwer-Hochwald-Schleife bei Hentern
- Schillinger Panoramaweg bei Schillingen
- Greimerather Höhenweg bei Greimerath
- Hochwald-Acht bei Waldweiler und Kell am See.